# Pico 31 de Março
Der Pico 31 de Março (portugiesisch für Gipfel des 31. März) ist mit 2973 Metern der zweithöchste Berg Brasiliens. Er liegt im Massiv des Pico da Neblina, des höchsten brasilianischen Gipfels, von diesem über einen Sattel nur 687 Meter entfernt, im Bergland von Guayana im nordwestlichen Bundesstaat Amazonas unweit der Südgrenze Venezuelas. Die venezolanische Bezeichnung lautet Pico Phelps, als Ehrung des Ornithologen William Henry Phelps, Jr.
Der Name des Berges wurde von der Militärexpedition vergeben, die den Gipfel erstmals bestieg. Er leitet sich vom Datum des Militärputsches in Brasilien 1964 ab und wurde auch nach Ende der Militärdiktatur 1985 nicht geändert.
Bis zu einer Neuvermessung im Jahr 2004 wurde eine Gipfelhöhe von 2992 Metern angenommen.